# Festival Internacional de Cine de Berlín de 1986
La 36ª edición del Festival de Cine de Berlín se llevó a cabo del 14 al 25 de febrero de 1986. El Oso de Oro fue otorgado a la cinta alemana Stammheim, el proceso de Reinhard Hauff.
El festival se abrió con Ginger y Fred de Federico Fellini, que no participaba en el concurso oficial del certamen.
La retrospectiva estaba dedicada a la actriz alemana Henny Porten y al director estadounidense Fred Zinnemann. El documental de nueve horas de Claude Lanzmann  Shoah sobre el Holocausto fue exhibido en la sección Fórum de Jóvenes cineastas.

## Jurado
Las siguientes personas fueron escogidas para el jurado de esta edición:
- Gina Lollobrigida, actriz italiana - Presidente
- Rudi Fehr, editor británico
- Lindsay Anderson, cineasta británico
- August Coppola, académico estadounidense
- Werner Grassmann, cineasta alemán
- Otar Iosseliani, cineasta soviético
- Norbert Kückelmann, cineasta alemán
- Françoise Maupin, periodista y crítico francés
- Rosaura Revueltas, actriz mexicano
- Naoki Togawa, crítico de cine japonés
- Jerzy Toeplitz, escritor polaco

## Películas en competición
La siguiente lista presenta a las películas que compiten por Oso de Oro:
| Título en español            | Título original                                  | Director(es)          | País              |
| ---------------------------- | ------------------------------------------------ | --------------------- | ----------------- |
| Anne Trister                 | Anne Trister                                     | Léa Pool              | Canadá            |
| Hombres frente a frente      | At Close Range                                   | James Foley           | EE. UU.           |
| Berlín interior              | Interno Berlinese                                | Liliana Cavani        | Italia, RFA       |
| Camorra: contacto en Nápoles | Un complicato intrigo di donne, vicoli e delitti | Lina Wertmüller       | Italia            |
| Caravaggio                   | Caravaggio                                       | Derek Jarman          | Reino Unido       |
| L'Aube                       | L'Aube                                           | Miklós Jancsó         | Francia, Israel   |
| Flucht in den Norden         | Flucht in den Norden                             | Ingemo Engström       | RFA, Finlandia    |
| Gilsoddeum                   | 길소뜸                                           | Im Kwon-taek          | Corea del Sur     |
| Yari no Gonza                | 近松門左衛門 鑓の権三                            | Masahiro Shinoda      | Japón             |
| Heidenlöcher                 | Heidenlöcher                                     | Wolfram Paulus        | Austria, RFA      |
| Hour of the Star             | A Hora da Estrela                                | Suzana Amaral         | Brasil            |
| La Hora de la Estrella       | Das Haus am Fluß                                 | Roland Gräf           | RDA               |
| Khareba da Gogia             | ახალგაზრდა კომპოზიტორის მოგზაურობა               | Georgiy Shengelaya    | URSS              |
| Älska mej                    | Älska mej                                        | Kay Pollak            | Suecia            |
| Mania                        | Μανία                                            | Giorgos Panousopoulos | Grecia            |
| La misa ha terminado         | La messa è finita                                | Nanni Moretti         | Italia            |
| Mon beau-frère a tué ma sœur | Mon beau-frère a tué ma sœur                     | Jacques Rouffio       | Francia           |
| Skapa moya, skapi moy        | Skapa moya, skapi moy                            | Eduard Zahariev       | Hungría, Bulgaria |
| Első kétszáz évem            | Első kétszáz évem                                | Gyula Maár            | Hungría           |
| Pas în doi                   | Pas în doi                                       | Dan Pița              | Rumanía           |
| Beso rojo                    | Rouge Baiser                                     | Véra Belmont          | Francia, RFA      |
| The Smile of the Lamb        | חיוך הגדי                                        | Shimon Dotan          | Israel            |
| Stammheim, el proceso        | Stammheim                                        | Reinhard Hauff        | RFA               |
| Teo el pelirrojo             | Teo el pelirrojo                                 | Paco Lucio            | España            |
| Inquietudes                  | Trouble in Mind                                  | Alan Rudolph          | EE. UU.           |

### Fuera de competición
| Título en español            | Título original           | Director(es)          | País                 |
| ---------------------------- | ------------------------- | --------------------- | -------------------- |
| Ginger y Fred                | Ginger and Fred           | Federico Fellini      | Italia, Francia, RFA |
| Heilt Hitler!                | Heilt Hitler!             | Herbert Achternbusch  | RFA                  |
| Memorias de África           | Out of Africa             | Sydney Pollack        | EE. UU.              |
| L'Unique                     | L'Unique                  | Jérôme Diamant-Berger | Francia              |
| Natty Gann                   | The Journey of Natty Gann | Jeremy Kagan          | EE. UU.              |
| Vivir y morir en Los Ángeles | To Live and Die in L.A.   | William Friedkin      | EE. UU.              |
| El rostro de Karin           | Karins ansikte            | Ingmar Bergman        | Suecia               |

## Retrospectivas y Homenajes
Las siguientes películas estaban incluidas en la retrospectiva dedicada a Henny Porten:
| Título en español                           | Título original                             | Director(s)                   | País     |
| ------------------------------------------- | ------------------------------------------- | ----------------------------- | -------- |
| 24 Stunden aus dem Leben einer Frau         | 24 Stunden aus dem Leben einer Frau         | Robert Land                   | Alemania |
| Alexandra                                   | Alexandra                                   | Curt A. Stark                 | Alemania |
| Anna Boleyn                                 | Anna Boleyn                                 | Ernst Lubitsch                | Alemania |
| Carola Lamberti – Eine vom Zirkus           | Carola Lamberti – Eine vom Zirkus           | Hans Müller                   | Alemania |
| Christa Hartungen                           | Christa Hartungen                           | Rudolf Biebrach               | Alemania |
| La antigua ley                              | Das alte Gesetz                             | E. A. Dupont                  | Alemania |
| Der Bettelstudent                           | Der Bettelstudent                           | Franz Porten                  | Alemania |
| Der Müller und sein Kind                    | Der Müller und sein Kind                    | Adolf Gärtner                 | Alemania |
| Der Optimist                                | Der Optimist                                | E. W. Emo                     | Alemania |
| Der Schatten des Meeres                     | Der Schatten des Meeres                     | Curt A. Stark                 | Alemania |
| Die blaue Laterne                           | Die blaue Laterne                           | Rudolf Biebrach               | Alemania |
| Die Dame, der Teufel und die Probiermamsell | Die Dame, der Teufel und die Probiermamsell | Rudolf Biebrach               | Alemania |
| Die Geierwally                              | Die Geierwally                              | E. A. Dupont                  | Alemania |
| Die große Pause                             | Die große Pause                             | Carl Froelich                 | Alemania |
| Familie Buchholz                            | Familie Buchholz                            | Carl Froelich                 | Alemania |
| Funiculi-Funicula                           | Funiculi-Funicula                           | Franz Porten                  | Alemania |
| Hann, Hein und Henny!                       | Hann, Hein und Henny!                       | Rudolf Biebrach               | Alemania |
| La escalera de servicio                     | Hintertreppe                                | Leopold Jessner and Paul Leni | Alemania |
| Las hijas del cervecero                     | Kohlhiesels Töchter                         | Ernst Lubitsch                | Alemania |
| Comediantes                                 | Komödianten                                 | G. W. Pabst                   | Alemania |
| Künstlerliebe                               | Künstlerliebe                               | Adolf Gärtner                 | Alemania |
| Lotte                                       | Lotte                                       | Carl Froelich                 | Alemania |
| Luise, Königin von Preußen                  | Luise, Königin von Preußen                  | Carl Froelich                 | Alemania |
| Meissner Porzellan                          | Meissner Porzellan                          | Franz Porten                  | Alemania |
| ¡Madre!                                     | Mutter und Kind                             | Hans Steinhoff                | Alemania |
| Neigungsehe                                 | Neigungsehe                                 | Carl Froelich                 | Alemania |
| Rose Bernd                                  | Rose Bernd                                  | Alfred Halm                   | Alemania |
| Scandalous Eva                              | Scandalous Eva                              | G. W. Pabst                   | Alemania |
| Tragödie eines Streiks                      | Tragödie eines Streiks                      | Adolf Gärtner                 | Alemania |
| Um Haaresbreite                             | Um Haaresbreite                             | Curt A. Stark                 | Alemania |
| Verkannt                                    | Verkannt                                    | (desconocido)                 | Alemania |
| Zuflucht                                    | Zuflucht                                    | Carl Froelich                 | Alemania |

Las siguientes películas estaban incluidas en la retrospectiva dedicada a Fred Zinnemann:
| Título en español             | Título original           | Director(s)                          | País                 |
| ----------------------------- | ------------------------- | ------------------------------------ | -------------------- |
| Acto de violencia             | Act of Violence           | Fred Zinnemann                       | EE. UU.              |
| Un sombrero lleno de agua     | A Hatful of Rain          | Fred Zinnemann                       | EE. UU.              |
| Un hombre para la eternidad   | A Man for All Seasons     | Fred Zinnemann                       | EE. UU.              |
| Y llegó el día de la venganza | Behold a Pale Horse       | Fred Zinnemann                       | EE. UU.              |
| Benjy                         |                           | Fred Zinnemann                       | EE. UU.              |
| Chacal                        | The Day of the Jackal     | Fred Zinnemann                       | Reino Unido, Francia |
| Ojos en la noche              | Eyes in the Night         | Fred Zinnemann                       | EE. UU.              |
| Redes                         | Redes                     | Fred Zinnemann y Emilio Gómez Muriel | México               |
| Cinco días un verano          | Five Days One Summer      | Fred Zinnemann                       | EE. UU.              |
| Forbidden Passage             |                           | Fred Zinnemann                       | EE. UU.              |
| De aquí a la eternidad        | From Here to Eternity     | Fred Zinnemann                       | EE. UU.              |
| Solo ante el peligro          | High Noon                 | Fred Zinnemann                       | EE. UU.              |
| Julia                         |                           | Fred Zinnemann                       | EE. UU.              |
| Kid Glove Killer              |                           | Fred Zinnemann                       | EE. UU.              |
| Frankie y la boda             | The Member of the Wedding | Fred Zinnemann                       | EE. UU.              |
| Hombres                       | The Men                   | Fred Zinnemann                       | EE. UU.              |
| Historia de una monja         | The Nun's Story           | Fred Zinnemann                       | EE. UU.              |
| Oklahoma!                     |                           | Fred Zinnemann                       | EE. UU.              |
| Los ángeles perdidos          | The Search                | Fred Zinnemann                       | EE. UU., Suiza       |
| La séptima cruz               | The Seventh Cross         | Fred Zinnemann                       | EE. UU.              |
| The Story of Doctor Carver    |                           | Fred Zinnemann                       | EE. UU.              |
| Tres vidas errantes           | The Sundowners            | Fred Zinnemann                       | EE. UU.              |
| Teresa                        |                           | Fred Zinnemann                       | EE. UU.              |
| That Mothers Might Live       |                           | Fred Zinnemann                       | EE. UU.              |
| While America Sleeps          |                           | Fred Zinnemann                       | EE. UU.              |

La película Le Brasier ardent de Ivan Mosjoukine y Alexandre Volkoff fue también mostrada en la retrospectiva como tributo a la Cinémathèque Française por su 50.º aniversario.

## Palmarés
Los siguientes premios fueron entregados por el jurado profesional:
- Oso de Oroː Stammheim, el proceso de Reinhard Hauff
- Oso del Plata, Gran Premio del Jurado: La misa ha terminado de Nanni Moretti
- Oso de Plata a la mejor dirección: Georgiy Shengelaya por The Journey of a Young Composer
- Oso de Plata a la mejor interpretación femenina: 
  - Charlotte Valandrey por Beso rojo
  - Marcélia Cartaxo por La hora de la estrella
- Oso de Plata a la mejor interpretación masculina: Tuncel Kurtiz for The Smile of the Lamb
- Oso de Plata por un logro único sobresaliente: Caravaggio de Derek Jarman
- Oso de Plata por su contribución artística: Gonza the Spearman de Masahiro Shinoda
- Mención especial: Pas în doi de Dan Pița

### Premios independientes
- Premio FIPRESCI: Stammheim, el proceso de Reinhard Hauff